# Регата в Аржантёе
«Регата в Аржантёе» (фр. Régates à Argenteuil) — картина французского художника Клода Моне, написанная им около 1872 года. 
Эта картина находилась в коллекции Гюстава Кайботта и в 1894 году была передана им французскому государству. В настоящее время картина находится в Музее Орсе в Париже.